# 711 (Quality Comics)
El título correcto de este artículo es #711. La sustitución u omisión del signo # es debido a las restricciones técnicas.
#711 es un superhéroe de la Era de Oro de los cómics. Fue creado por George Brenner y publicado por Quality Comics. #711 apareció por primera vez en Police Comics #1 (agosto de 1941) y duró hasta la edición #15 (enero de 1943), donde fue asesinado.

## Historia del personaje
Daniel Dyce era un fiscal de distrito que era casi un gemelo exacto de su amigo, Jacob Horn. Jacob estaba en la cárcel, pero quería ver a su esposa dar a luz, por lo que Daniel aceptó convertirse en prisionero, mientras que Jacob estaba con su esposa. Sin embargo, Jacob muere en un accidente de coche en el camino al hospital, por lo que Daniel se queda en la cárcel. Daniel fue capaz de hacer un túnel para escapar, pero aun así decide regresar a su celda. Cada noche, él utiliza su túnel para salir a la calle y combatir el crimen, para luego regresar antes de la mañana. Dyce adopta el nombre de #711, una referencia a su número de prisionero. Después de dos años de aventuras, Daniel Dyce es asesinado por el mafioso Oscar Jones. El héroe Destiny ve este acontecimiento, y comienza su carrera de lucha contra el crimen cuando #711 muere, reemplazando sus apariciones en Police Comics.
Al igual que muchos héroes antiguos de cómics, #711 no llevaba un traje tradicional, sino que fue modelado después de las revistas tradicionales de héroes. Él llevaba una capa verde, un traje marrón, y un sombrero de ala ancha, el cual oculta sus ojos en la sombra. La marca de #711 era una tarjeta telefónica hecha de un espejo con barras pintadas sobre él; cuando un criminal desafortunado se vería en la tarjeta, ellos se verían a sí mismos detrás de las rejas.
Después de la Edad de Oro, muchos de los personajes de Quality Comics fueron comprados por DC Comics, mientras que otros cayeron en el dominio público. DC ha utilizado a #711 sólo una vez en sus publicaciones, una reimpresión de Edición Milenio de su primera aparición.